# Брэнд, Невилл
Лоренс Невилл Брэнд (англ. Lawrence Neville Brand, 13 августа 1920, Гризуолд, Айова — 16 апреля 1992, Сакраменто, Калифорния) — американский характерный актёр, более всего известный ролями в кино 1950-х годов и на телевидении в 1960-е годы.
Ещё до начала актёрской карьеры Брэнд прославился как герой Второй мировой войны, удостоенный многочисленных правительственных наград.
В кино Брэнд специализировался главным образом на ролях преступников, часто психопатического плана, но порой играл и положительных персонажей. Среди лучших фильмов с его участием — фильмы нуар «Мёртв по прибытии» (1950) и «Тайны Канзас-Сити» (1952), военная драма «Лагерь для военнопленных № 17» (1953), тюремная драма «Бунт в тюремном блоке № 11» (1954), нуаровый триллер «Крик ужаса» (1958), тюремная драма «Любитель птиц из Алькатраса» (1962) и военная драма «Тора! Тора! Тора!» (1970). Самой значительной работой Брэнда на телевидении стал вестерн-сериал «Ларедо», в котором он играл постоянную роль на протяжении 1965-67 годов.

## Первые годы жизни
Невилл Брэнд родился 13 августа 1920 года в Грисволде, Айова, он был старшим из семи детей в семье. Его отец Лео был электриком и сварщиком, который работал на строительстве мостов, и потому часто переезжал с места на место. Когда Нэвиллу было семь лет, семья переехала в Кивани, Иллинойс, где несколько лет спустя отец ушёл из семьи. Ради содержания своей большой семьи Брэнд работал на разных работах, в том числе, был продавцом газированной воды, официантом и торговцем обувью. В 1966 году Нэвилл рассказывал в интервью TV Guide, что работал даже в нелегальной букмекерской точке. Как написала историк кино Карен Хэннсберри, согласно официальной биографии Брэнда на Paramount Pictures и другим опубликованным материалам, в 16 лет будущий актёр поступил на службу в Первый батальон рейнджеров. Согласно другим источникам, окончив школу, Брэнд поступил в Национальную гвардию штата Иллинойс, а позднее в ранге капрала был призван в Армию США. Как пишет историк кино Хэл Эриксон, «Брэнд намеревался сделать военную карьеру и действительно в течение десяти лет состоял на воинской службе». Однако официальный подтверждений того, что Брэнд когда-либо был рейнджером, не существует, и, как говорил его брат Брайс Брэнд, «очень многое из того, что писали о Нэвилле, было неправдой».

### Служба во время Второй мировой войны
Во время Второй мировой войны Брэнд показал себя настоящим героем. В 1942 году он был одним из 99 выживших солдат трёхтысячного контингента, который принимал участие в битве за Дьеп на побережье Франции. Его подразделение попало под пулемётный обстрел, который вёлся немцами из опорного пункта, расположенного в охотничьем домике. Увернувшись от вражеского огня, Брэнд пробрался в домик через заднюю дверь и расстрелял немцев из автомата. Позднее Брэнд вспоминал о своих действиях: «Я, наверное, был в бешеном состоянии». За этот подвиг он был удостоен Серебряной звезды, третьей по значимости награды за отвагу в Вооружённых силах США. 7 апреля 1945 года, будучи сержантом и начальником батальона, Брэнд попал под вражеский огонь, в результате которого получил огнестрельное ранение в верхнюю часть правой руки и едва не истёк кровью. В 1966 году он рассказывал: «Я знал, что умираю, это было приятное чувство, как будто ты заряжен наполовину». После спасения Брэнд был награждён Пурпурным сердцем. Он также был удостоен некоторых других наград, благодаря чему считается четвёртым среди солдат Второй мировой войны по полученным наградам.
После демобилизации в октябре 1945 года Брэнд по квоте для военнослужащих изучал актёрское мастерство в Geller Drama School в Лос-Анджелесе, а затем играл во внебродвейских постановках в Нью-Йорке.
В 1946 году, снявшись в пропагандистском фильме Корпуса связи армии США вместе с тогда ещё начинающим Чарльтоном Хестоном, он перебрался в Гринвич-Виллидж и поступил в театр American Theatre Wing, получив роль в спектакле «Победители» по Жану Полю Сартру.

## Кинокарьера в 1950—1955 годах
В спектакле «Победители» на Брэнда обратил внимание голливудский продюсер Гарри Попкин, который предложил начинающему актёру маленькую роль в своём фильме нуар «Мёртв по прибытии» (1950), и Брэнд уехал на съёмки в Голливуд. Герой этого захватывающего фильма, бухгалтер Фрэнк Бигелоу (Эдмонд О’Брайен) обнаруживает, что его отравили ядом, от которого нет спасения. В последний день своей жизни Фрэнк отчаянно пытается выяснить, кто мог его отравить и зачем. В небольшой, но запоминающейся роли Брэнд сыграл, по словам Хэннсберри, «психопатического, облизывающего губы подручного», которого один из персонажей описывает как «мальчика, который несчастен до тех пор, пока не принесёт кому-либо боль. Он любит видеть кровь». Как написал Хэл Эриксон, Нэвилл «сыграл психопатического бандита, который получает наслаждение от ударов в живот отравленному герою». Несмотря на ограниченное экранное время, на Брэнда обратили внимание несколько рецензентов, включая Джорджа Х. Спайрса, который написал в Motion Picture Herald, что Брэнд «выдаёт игру, которая без сомнения завоюет много оваций как у публики, так и от киноиндустрии», а Эрл Х. Донован из Los Angeles Examiner охарактеризовал актёра как «психопатического убийцу, который заставит трепетать вашу плоть». В том же году в высококлассном фильме нуар «Там, где кончается тротуар» (1950) Брэнд сыграл маленькую, но значимую роль подручного главаря банды. Затем последовал ещё один сильный нуар «Распрощайся с завтрашним днём» (1950), где Брэнд предстал в образе сбежавшего из тюрьмы заключённого, которого в первые же минуты картины убивает его партнёр по побегу (Джеймс Кэгни).
Большую часть первой половины 1950-х годов Брэнд провёл на 20th Century Fox, студии, которая, по словам Хэла Эриксона, «поразительным образом не использовала военные достижения актёра, бросая его с одной невыразительной роли второго плана на другую». Так, в 1951 году, по словам Хэннсберри, «Брэнда можно было увидеть в самых разнообразных фильмах — от памятных до лишь слегка занимательных». Лучшими среди них стали довольно интересный вестерн «Только отважные» (1951) с Грегори Пеком в главной роли и военная приключенческая лента «Дворцы Монтесумы» (1951), в которой Брэнд сыграл ослеплённого морпеха. Как отметила Хэннсберри, «для подготовки к роли актёр на протяжении четырёх недель проводил часть дня с одним закрытым глазом».

Затем последовала серия из нескольких фильмов нуар, первым среди которых стала «Мафия» (1951), напряжённый фильм о копе Джонни Дамико (Бродерик Кроуфорд), который внедряется под прикрытием в преступную организацию, контролирующую порт. Брэнд сыграл подручного, который по поручению своего босса Кастро (Эрнест Боргнайн) сначала начинает работать с Дамико, а позднее первым понимает, что Дамико — коп. Хотя сам фильм получил сдержанные оценки, игру Брэнда, по словам Хэннсберри, «оценили в диапазоне от хорошей до отличной». В фильме нуар «Поворотная точка» (1952) прогрессивный прокурор (Эдмонд О’Брайен) при содействии своего школьного приятеля журналиста (Уильям Холден) вступает в борьбу с влиятельным криминальным синдикатом. Мафиозный главарь решает убрать репортёра, нанимая для этого опытного убийцу, известного как Ред (его роль сыграл Брэнд). В напряжённой кульминации фильма Ред преследует журналиста на переполненном боксёрском стадионе, и в конце концов, ему удаётся смертельно ранить репортёра, однако его самого тут же убивает полиция. Обозреватель Маргарет Харфорд из Hollywood Citizen-News назвала эту сцену лучшей в фильме. 

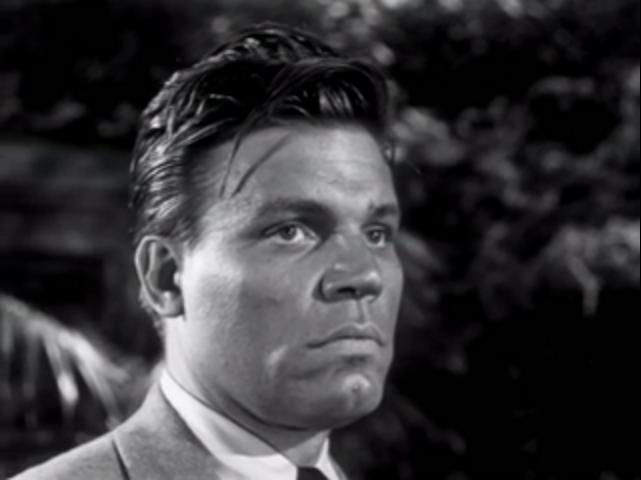
Нэвилл Брэнд в фильме «Тайны Канзас-Сити» (1952)

В следующем фильме нуар «Тайны Канзас-Сити» (1952) Брэнд сыграл Бойда Кейна, одного из трёх уголовников, которых уволенный капитан полиции Тимоти Фостер (Престон Фостер) шантажом принуждает совершить ограбление инкассаторской машины. Когда в перестрелке убивают двоих нападавших, включая Кейна, становится ясно, что истинный план Фостера заключался в том, чтобы присвоить похищенные грабителями деньги, сдать уголовников полиции и посрамить свой собственный департамент. Фильм обратил внимание критиков высоким темпом, напряженностью и жестокостью. Актриса Колин Грэй, которая сыграла в фильме роль дочери капитана, позднее описывала Брэнда как «злодея со стальными глазами на все времена». В 2001 году Грей вспоминала: «У меня с ним была только одна сцена, но я была впечатлена — в ней он был настоящим негодяем. Но при этом в жизни он был приятным и очень умным человеком. Это всегда привлекало меня».
На следующий год Брэнд предстал в образе возражающего и недоверчивого, но всё-таки верного своим товарищам военнопленного одном из лучших фильмов своей карьеры «Лагерь для военнопленных № 17» (1953) с Уильямом Холденом в главной роли. В том же году Брэнд появился ещё в четырёх фильмах, включая снятый в 3D вестерн «Атака на реке Фэзер» (1953) и скромную криминальную мелодраму «Сумасшедший» (1953), где он сыграл свою первую главную роль.
Год спустя Брэнд добился заметного признания за исполнение главной роли заключённого, который возглавляет тюремное восстание, в напряжённой реалистичной драме Дона Сигела «Бунт в тюремном блоке № 11» (1954). По мнению современного киноведа Майкла Костелло, «Нэвилл выделяется среди в целом сильного актёрского ансамбля этого фильма». В 1955 году за роль в этом фильме Брэнд был номинирован на премию BAFTA как лучший иностранный актёр. В том же году в исторической приключенческой ленте «Принц Валиант» (1954) Брэнд сыграл военного предводителя викингов. Далее, как пишет Хэннсберри, «после жалоб, что в предыдущие годы его брали исключительно на роли либо солдат, либо убийц, и он ни разу не поцеловал девушку», Брэнду дали первую романтическую главную роль в мелодраме «Возвращение с моря» (1954), где он сыграл вернувшегося на берег морского офицера, который неожиданно находит свою любовь (его партнёршей в фильме была Джен Стерлинг). Однако, по мнению Хэннсберри, большинство картин Блэнда этого времени оказались очень слабыми, среди них клишированный вестерн «Одинокое оружие» (1954), крупнобюджетный провал «Блудный сын» (1955) с Ланой Тёрнер и скучная мелодрама о похищенном мальчике «Бобби Уэр пропал» (1955).

## Работа на телевидении
В начале 1950-х годов Брэнд заинтересовался телевидением, которое, по словам Хэннсберри, «в итоге обеспечило ему самый значительный успех в его карьере». В 1966 году в интервью TV Guide Брэнд сказал: «Телевидение было очень хорошо для меня. Фильмы никогда бы не сделали меня звездой, также как и театр. Но на телевидении я был звездой с самого начала».
Начиная с 1955 года, Брэнд сыграл в бесчисленном количестве телепрограмм, включая «Час Юнайтед стейтс стил» (1954), «Театр Десилу от Вестингауз» (1959), Театр Зейна Грэя (1959), «Бонанза» (1960), «Обнажённый город» (1962) и «Караван повозок» (1964). В эпизоде сериала «Даниэл Бун» (1964) Брэнд сыграл психически травмированного персонажа, а в «Сумеречной зоне» (1964) по иронии был трусливым псевдогероем войны, который получил награду, убив японского офицера уже после того, как тот сдался.

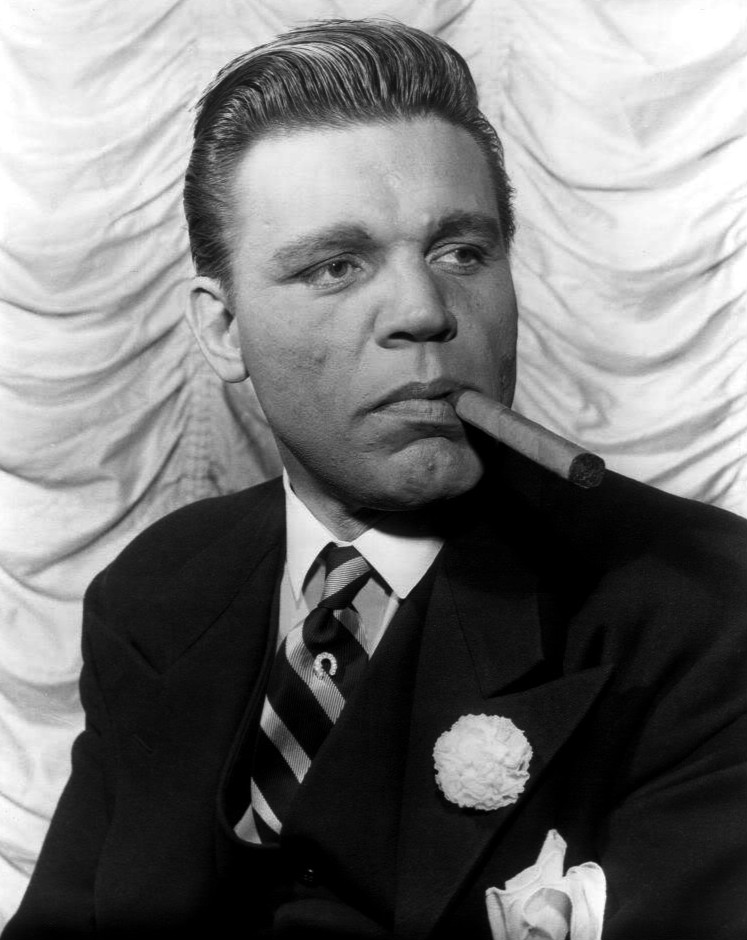
Нэвилл Брэнд в роли Аль Капоне в телесериале «Неприкасаемые» (1959)

Как отмечает Хэннсберри, в 1957 году Брэнд «выдал выдающуюся игру» в телепостановке «Вся королевская рать», завоевав за исполнение роли коррумпированного политика Уилли Старка престижную премию Sylvania Award. В 1959 году Брэнд удостоился похвал за пугающий образ Аль Капоне в популярном телесериале «Неприкасаемые». Он ещё дважды сыграл Аль Капоне — в криминальной драме «Лицо со шрамом и мафия» (1959) и в биографическом кинофильме «История Джорджа Рафта» (1961).
Как пишет Хэннсберри, «один из своих самых памятных телевизионных образов Брэнд создал в беззаботном еженедельном сериале-вестерне „Ларедо“, который шёл на телеканале NBC с 1965 по 1967 год». На протяжении 56 эпизодов этого сериала Брэнд исполнял роль Риза Беннетта, крутого и буйного, но порой неуклюжего и не особенного умного техасского рейнджера. Как далее отмечает Хэннсберри, «несмотря на популярность шоу, Брэнд всё больше обращал на себя внимание своим пьянством, отсутствием дисциплины и частыми стычками с режиссёрами и другими актёрами шоу». Когда «Ларедо» оказалось перед угрозой закрытия, Брэнд из-за плохого поведения был отстранён продюсером сериала от работы и в итоге не появился в нескольких последних эпизодах. После закрытия шоу Брэнд заявил корреспонденту «Лос-Анджелес Таймс»: «Нельзя без потерь снимать часовое шоу за пять дней, а они в основном делали именно так. Я стал доставлять им неприятности, так как там были сцены, которые я просто не хотел делать. Неделю я провёл, запершись в своей гримёрке до тех пор, пока сценарий не был переписан. Конечно, я напился, но на это были причины».

## Карьера в кино в 1956-1970 годы
Сконцентрировавшись на телевидении, Брэнд стал появляться на большом экране лишь в нескольких картинах в год. Наиболее успешной среди них стал дебютный фильм Элвиса Пресли «Люби меня нежно» (1956), который стал кассовым хитом. В этом фильме Брэнд сыграл роль злодея, который убил героя Пресли. Среди других заметных картин Брэнда в этот период были хороший вестерн «Жестяная звезда» (1957) с Генри Фондой и Энтони Перкинсом. Брэнд стал первым актёром, сыгравшим в кино знаменитого преступника Бутча Кэссиди, создав его образ в вестерне «Край преступника» (1958).
В том же году Брэнд сыграл в стремительном нуаровом триллере «Крик ужаса» (1958), который рассказывал о похищении крупного учёного (Джеймс Мейсон) и его семьи. Хотя картина получила неоднозначные отзывы критики, обозреватель «Нью-Йорк Таймс» Босли Краузер похвалил актёров второго плана, среди них Брэнда, Энджи Дикинсон и Джека Клагмена, которые создали «образы разного рода необузданных злодеев». Современный историк кино Майкл Кини также отметил Брэнда, который «выдаёт первоклассную игру в качестве психопатического, глотающего колёса насильника».
В картине «Приключения Геккльберри Финна» (1960) Нэвилл был часто нетрезвым отцом Гека, после чего получил роль в «необычном, но увлекательном вестерне» Роберта Олдрича «Последний закат» (1961). Затем последовала тюремная драма «Любитель птиц из Алькатраса» (1962), где Брэнд сыграл участливого тюремного надзирателя, и забавная диснеевская комедия «Этот чёртов кот» (1965). В эпической военной драме «Тора! Тора! Тора!» (1970), которая завоевала Оскар за спецэффекты, Брэнд сыграл небольшую роль лейтенанта ВМС Камински, который безуспешно пытался предупредить командование о скором столкновении с врагом.

## Карьера в кино в 1970-1985 годы
Как отмечает Хэннсберри, в 1970-е годы «выбор фильмов у Брэнда становился всё хуже. Его можно было видеть в серии пустых дешёвых картин», таких как «Сумасшедший бомбометатель» (1972), где он сыграл насильника-психопата, посредственный боевик «Это угон» (1974), а также фильм ужасов «Телепат-убийца» (1975) о мстительном уголовнике, который убивает своих жертв с помощью астральных сил.
В дальнейшем Брэнд получал работу в таких фильмах, как «Съеденные заживо» (1976), где он сыграл сексуально подавленного владельца гостиницы, который убивает своих постояльцев с помощью косы, затем скармливая их аллигатору. В фильме «В пяти днях от дома» (1978) Брэнд получил роль полицейского детектива, который преследует беглеца из тюрьмы, после чего сыграл в низкобюджетном халтурном фильме о дрэг-рейсерах «Бригада ангелов» (1979). Кроме того, Брэнд сыграл в нескольких фильмах для телевидения, таких как «Капитаны и короли» (1976), «Капитаны Отважные» (1977) и «Искатели» (1979). В 1980 году Брэнд сыграл в четырёх фильмах — включая «Возвращение», который, по словам Хэннсберри, «был настолько низкого уровня, что даже не дошёл до кинотеатров». После этого Брэнд не появлялся на экране в течение пяти лет, наконец, сыграв главную роль вместе с Альдо Рэем и Тиной Луиз в довольно наивном низкобюджетном фантастическом хорроре «Зло ночи» (1985) о космических чудовищах, которые похищают подростков из летнего лагеря. Это был последний фильм Брэнда.

## Актёрское амплуа и анализ творчества
Как отмечено в биографии актёра на сайте Turner Classic Movies, «благодаря массивному телосложению, грубым, резким чертам лица и хриплому голосу Брэнд получил амплуа злодея, играя в основном гангстеров, преступников из вестернов и других экранных бандитов, а также полицейских и других крутых парней на протяжении всей своей карьеры. Грубо высеченные черты Брэнда помогли ему передавать ощущение угрозы в нуаровых драмах, военных фильмах и вестернах». По словам Брюса Ламберта из «Нью-Йорк Таймс», «благодаря своей грубой внешности Брэнд сыграл десятки крутых парней в кино и на телевидении. Его внешность помогала получать роли, но при этом приводила к стереотипности». Как говорилось в одной из статей, «в своих 50 ролях Брэнд ни разу не оставался без пистолета, и постоянно играл либо солдата, либо гангстера». Эта схема была разрушена лишь когда он сыграл размахивающего копьём викинга. Однако, как отметила Хэннсберри, «грубое, морщинистое лицо и репутация кинозлодея не расстраивали Брэнда», который говорил: «Парни вроде меня продержатся здесь намного дольше, чем красавчики. Мы, может быть, и производим кошмары вместо приятных грёз, но нас не забыть» .
По мнению Хэннсберри, более всего Брэнд памятен по ролям, «которые требовали оружия в руке и ухмылки на губах», среди них фильмы нуар «Мёртв по прибытии» (1950), «Там, где кончается тротуар» (1950), «Мафия» (1951), «Поворотная точка» (1952) и «Тайны Канзас-Сити» (1952) . Turner Classic Movies также добавляет, что Брэнд "особенно памятен по роли представителя заключённых в фильме «Бунт в тюремном блоке 11» (1954), а также по образу гангстера Аль Капоне, который он создал трижды — в фильмах «История Джорджа Рафта» (1961) и «Лицо со шрамом и мафия» (1962), а также в телесериале «Неприкасаемые». Оливер также отмечает исполнение Брэндом роли Уилли Старка в телефильме «Вся королевская рать» (1958), которое «Нью-Йорк Таймс» назвала «чрезвычайно сильной». Вместе с тем, как отметила Хэннсберри, несмотря на сложившийся образ экранного бандита, Брэнд «смог продемонстрировать свой разнообразный диапазон, сыграв доброго надзирателя в тюремной драме „Любитель птиц из Алькатраса“ (1962) и горластого, доброго техасского рейнджера в телесериале „Ларедо“ (1965-67)». Наиболее известными фильмами, в которых сыграл Брэнд, по мнению Ламберта, стали «Лагерь для военнопленных № 17» и «Любитель птиц из Алькатраса».
Как отметила Хэннсберри, «хотя он и не стал знаменитостью, известной в каждом доме, Брэнд безусловно зарекомендовал себя как отличный характерный актёр, как на большом экране, так и на телевидении». Ключ к своему успеху Брэнд объяснил сам: «Мне надо играть. Мне нужны аплодисменты. Мне нужно одобрение публики. Когда публика аплодирует, она на самом деле говорит: „Я люблю тебя“. Мне это необходимо».

## Личная жизнь
Брэнд был женат по крайней мере трижды. Первый раз он женился в начале 1950-х годов на 18-летней Джин Энфилд, которая родила ему дочь Мэри. Когда в 1955 году Джин подала на развод, Брэнд выставил встречный иск о психической жестокости, в котором утверждал, что его жена ушла от него, чтобы стать тореадором в Мексике. 6 апреля 1957 года в Мексике Брэнд женился во второй раз на Лауре Рэй, и у пары родилось двое дочерей — Мишель и Катрина, но и этот брак был стабильным недолго. В 1961 году Брэнд якобы получил развод в мексиканском городе Чихуахуа, однако в том же году он и Лаура «снова стали жить вместе как муж и жена», и окончательно развелись лишь в 1964 году. Через пять лет после этого, в июне 1969 года Лаура обратилась в суд, утверждая, что мексиканский развод и связанный с ним раздел имущества должны быть аннулированы, и обратилась с просьбой о расторжении брака через Верховный суд. Вопрос разрешился месяц спустя, когда Брэнд согласился на выплату детям дополнительного ежемесячного содержания. Немногое известно о третьей жене Брэнда Рамоне. Один источник утверждает, что они познакомились в аптеке и развелись в 1965 году. Однако, в свете судебного решения, согласно которому мексиканский развод Брэнда 1961 года был признан недействительным, это означало бы, что брак Брэнда с Рамоной накладывался на его брак с Лаурой.
Имя Брэнда неоднократно попадало на страницы газет и в связи с его пристрастием к алкоголю. Так, в мае 1954 года он был арестован за езду в пьяном виде после того, как на своей импортной спортивной машине врезался в другой автомобиль. Он сообщил полицейским, что не был пьян, а всего лишь «играл». Водитель другого автомобиля, 20-летний студент колледжа из Лос-Анджелеса, подал против Брэнда иск на 11 тысяч долларов за возмещение ущерба, утверждая, что получил травмы спины и шеи, однако позднее дело было закрыто.
Угасание кинокарьеры и проблемы в личной жизни привели к тому, что с начала 1960-х годов Брэнд всё больше пил, а затем стал принимать наркотики, в результате его вес подскочил со 80 до 114 килограммов, что к середине 1970-х годов пагубно сказалось на его здоровье. Он рассказывал репортёру «Лос-Анджелес Таймс»: «Я просто потерял голову, моя жизнь превратилась в хаос. Я уже не пил, чтобы напиться — алкоголь стал для меня лекарством… Я стал часто пропускать работу. И детей. И чтение. Я не мог сконцентрироваться. Я не мог ходить на прогулки. Я ненавидел солнечный свет. Я не мог смотреть на смеющихся людей. Я не мог смотреть телевизор. Я не мог делать ничего, а лишь мог быть пьяным». В конце концов, Брэнд осознал своё пагубное состояние, после чего прошёл через несколько реабилитационных программ, и лишь после этого смог наконец держать себя в трезвом состоянии.
Однако, как отмечает Эриксон, «за пределами кино неуживчивость и пьянство Брэнда компенсировались его непоколебимой верностью друзьям и его ненасытным желанием повышать свой интеллектуальный уровень (его частная библиотека была одной из крупнейших в Голливуде и насчитывала около 5 тысяч наименований)».

## Смерть
Нэвилл Брэнд умер 16 апреля 1992 года в возрасте 71 года в больнице в Сакраменто, Калифорния, от эмфиземы, с которой боролся на протяжении нескольких последних лет жизни.

## Фильмография
| Год       |     | Русское название                                     | Оригинальное название                    | Роль                                               |
| --------- | --- | ---------------------------------------------------- | ---------------------------------------- | -------------------------------------------------- |
| 1949      | ф   | Порт Нью-Йорка                                       | Port of New York                         | Айк, подручный Стассера (в титрах не указан)       |
| 1949      | ф   | Моё глупое сердце                                    | My Foolish Heart                         | зритель на футбольном матче (в титрах не указан)   |
| 1950      | ф   | Мёртв по прибытии                                    | D.O.A.                                   | Честер                                             |
| 1950      | ф   | Там, где кончается тротуар                           | Where the Sidewalk Ends                  | Стив, бандит (в титрах не указан)                  |
| 1950      | ф   | Распрощайся с завтрашним днём                        | Kiss Tomorrow Goodbye                    | Карлтон (в титрах не указан)                       |
| 1950      | ф   | Дворцы Монтесумы                                     | Halls of Montezuma                       | сержант Зеленко                                    |
| 1950      | с   | Театр Бигелоу                                        | The Bigelow Theatre                      |                                                    |
| 1951      | ф   | Только отважные                                      | Only the Valiant                         | сержант Бен Мёрдок                                 |
| 1951      | ф   | Мафия                                                | The Mob                                  | стрелок                                            |
| 1951      | ф   | Пламя Аравии                                         | Flame of Araby                           | Крал                                               |
| 1951      | ф   | Красная гора                                         | Red Mountain                             | лейтенант Диксон                                   |
| 1951      | кор | Бенджи                                               | Benjy                                    |                                                    |
| 1952      | ф   | Тайны Канзас-Сити                                    | Kansas City Confidential                 | Бойд Кейн                                          |
| 1952      | ф   | Поворотная точка                                     | The Turning Point                        | Ред                                                |
| 1952      | ф   | Лагерь для военнопленных № 17                        | Stalag 17                                | Дьюк                                               |
| 1952      | с   | Неожиданное                                          | The Unexpected                           | Херберт Мейли                                      |
| 1953      | ф   | Атака на реке Фэзер                                  | The Charge at Feather River              | рядовой Морган                                     |
| 1953      | ф   | Человек из Аламо                                     | The Man from the Alamo                   |                                                    |
| 1953      | ф   | Оружие ярости                                        | Gun Fury                                 |                                                    |
| 1953      | ф   | Сумасшедший                                          | Man Crazy                                | Пол Вокински                                       |
| 1953      | с   | Твоя любимая история                                 | Your Favorite Story                      |                                                    |
| 1953—1958 | с   | Театр от «Дженерал Электрик» (2 эпизода)             | General Electric Theater                 | лейтенант Болтон / Кёрли                           |
| 1954      | ф   | Бунт в тюремном блоке № 11                           | Riot in Cell Block 11                    | Джеймс В. Данн                                     |
| 1954      | ф   | Одинокий стрелок                                     | The Lone Gun                             | Трэй Моран                                         |
| 1954      | ф   | Возвращение с моря                                   | Return from the Sea                      | Чак Маклиш                                         |
| 1954      | ф   | Принц Валиант                                        | Prince Valiant                           | военный предводитель викингов                      |
| 1954—1958 | с   | Театр звезд от «Шлиц» (4 эпизода)                    | Schlitz Playhouse of Stars               | майор Эд Хоуб / Уолт Бёрнетт                       |
| 1954—1958 | с   | Час «Ю.С. Стил» (2 эпизода)                          | The United States Steel Hour             | Гарри Стобен                                       |
| 1955      | ф   | Блудный сын                                          | The Prodigal                             | Раким                                              |
| 1955      | ф   | Возвращение Джека Слейда                             | The Return of Jack Slade                 | Гарри Саттон                                       |
| 1955      | ф   | Бобби Уэр пропал                                     | Bobby Ware Is Missing                    | лейтенант полиции Энди Флинн                       |
| 1955      | с   | Первая студия                                        | Studio One                               | Клаус                                              |
| 1955      | с   | Театр кинорежиссёров                                 | Screen Directors Playhouse               | Барт Крэддик                                       |
| 1955      | с   | Сцена 7                                              | Stage 7                                  | майор Стивенс                                      |
| 1955      | с   | Свидание с приключением                              | Appointment with Adventure               |                                                    |
| 1955—1957 | с   | Джейн Уаймен представляет Театр у камина (3 эпизода) | Jane Wyman Presents The Fireside Theatre | Барни Гэвин/капитан/Марриот                        |
| 1956      | ф   | Ярость в простреливаемом                             | Fury at Gunsight перевале                | Дирк Хоган                                         |
| 1956      | ф   | Острый край                                          | Raw Edge                                 | Тарп Пенни                                         |
| 1956      | ф   | Могавк                                               | Mohawk                                   | Рокхавах                                           |
| 1956      | ф   | Трое вне закона                                      | The Three Outlaws                        | Батч Кэссиди                                       |
| 1956      | ф   | Братья по оружию                                     | Gun Brothers                             |                                                    |
| 1956      | ф   | Люби меня нежно                                      | Love Me Tender                           | Майк Гэвин                                         |
| 1956      | с   | Зал звёзд от «Шеврон»                                | Chevron Hall of Stars                    | Коволски                                           |
| 1956—1957 | с   | Кульминация (2 эпизода)                              | Climax!                                  | убийца                                             |
| 1957      | ф   | Путь к золоту                                        | The Way to the Gold                      | Маленький брат Уильямс                             |
| 1957      | ф   | Одинокий человек                                     | The Lonely Man                           | Кинг Фишер                                         |
| 1957      | ф   | Жестяная звезда                                      | The Tin Star                             | Барт Богардус                                      |
| 1957      | с   | Театр 90                                             | Playhouse 90                             | сержант Дагган                                     |
| 1958      | ф   | Крик ужаса                                           | Cry Terror!                              | Стив                                               |
| 1958      | тф  | Вся королевская рать                                 | All the King's Men                       | Уилли Старк                                        |
| 1958      | ф   | Край преступника                                     | Badman's Country                         | Бутч Кэссиди                                       |
| 1958      | с   | Техасец                                              | The Texan                                | Кайл Ричардс                                       |
| 1958      | с   | Телевизионный театр от «Крафт» (4 эпизода)           | Kraft Television Theatre                 | Уилли Старк/Карл                                   |
| 1958      | с   | Цель                                                 | Target                                   |                                                    |
| 1958      | с   | Преследование                                        | Pursuit                                  |                                                    |
| 1959      | ф   | Пять ворот в ад                                      | Five Gates to Hell                       | Чен Памок                                          |
| 1959      | тф  | Лицо со шрамом и мафия                               | The Scarface Mob                         | Аль Капоне                                         |
| 1959      | с   | Театр Зейна Грея                                     | Zane Grey Theater                        | Ник Карафус                                        |
| 1959      | с   | Шоу месяца от «Дюпон»                                | The DuPont Show of the Month             | менеджер Переса                                    |
| 1959      | с   | Театр Десилу от «Вестигауз»                          | Westinghouse Desilu Playhouse            | Аль Капоне                                         |
| 1959—1961 | с   | Неприкасаемые (3 эпизода)                            | The Untouchables                         | Аль Капоне                                         |
| 1960      | ф   | Приключения Гекльберри Финна                         | The Adventures of Huckleberry Finn       | Папа Финн                                          |
| 1960—1963 | с   | Сыромятная плеть                                     | Rawhide                                  | Лу Баударк / Гэфф                                  |
| 1960—1971 | с   | Бонанза (3 эпизода)                                  | Bonanza                                  | Дойл / Пеппер Шэннон / Гуннар Боргстрём            |
| 1961      | ф   | Последний закат                                      | The Last Sunset                          | Фрэнк Хоббс                                        |
| 1961      | ф   | История Джорджа Рафта                                | The George Raft Story                    | Аль Капоне                                         |
| 1961      | с   | Прямо вперёд                                         | Straightaway                             | шериф Бардин                                       |
| 1962      | ф   | Любитель птиц из Алькатраса                          | Birdman of Alcatraz                      | Булл Рэнсом                                        |
| 1962      | ф   | Остров героя                                         | Hero's Island                            | Кингстри                                           |
| 1962      | с   | Дни в долине смерти                                  | Death Valley Days                        | Джон Уэсли Хардин                                  |
| 1962      | с   | Шоу недели от «Дюпон»                                | The DuPont Show of the Week              | сержант                                            |
| 1962      | с   | Обнаженный город                                     | Naked City                               | Джо Бразерс                                        |
| 1962      | с   | Шоу Джои Бишопа                                      | The Joey Bishop Show                     | Бенни                                              |
| 1962      | с   | Сотня Кейна                                          | Cain's Hundred                           | Милтон Е. Боннер                                   |
| 1963      | с   | Бен Кэйси                                            | Ben Casey                                | Терри Данн                                         |
| 1963      | с   | Лейтенант                                            | The Lieutenant                           | генерал Айра Стоун                                 |
| 1963      | с   | Боб Хоуп представляет Театр от «Крайслер»            | Bob Hope Presents the Chrysler Theatre   | шериф Руфс Селман                                  |
| 1964      | с   | Сумеречная зона                                      | The Twilight Zone                        | Фентон                                             |
| 1964      | с   | В бою                                                | Combat!                                  | сержант Кили                                       |
| 1964      | с   | Арест и судебное разбирательство                     | Arrest and Trial                         | Гарри Блэнли                                       |
| 1964      | с   | Дестри                                               | Destry                                   | Джонни Уошбёрн                                     |
| 1964      | с   | Саспенс                                              | Suspense                                 |                                                    |
| 1964      | с   | Караван повозок (2 эпизода                           | Wagon Train                              | Зибиди Титус / шериф Фрэнк Льюис                   |
| 1965      | ф   | Этот чёртов кот                                      | That Darn Cat!                           | Дэн                                                |
| 1965      | с   | Дымок из ствола                                      | Gunsmoke                                 | Джэйс Маккау                                       |
| 1965—1967 | с   | Ларедо (56 эпизодов)                                 | Laredo                                   | Риз Беннетт                                        |
| 1965—1970 | с   | Виргинцы (2 эпизода)                                 | The Virginian                            | шериф Уинтл / Риз Беннетт                          |
| 1967      | с   | Дэниэл Бун                                           | Daniel Boone                             | Таннер                                             |
| 1968      | ф   | Трое стрелков для Техаса                             | Three Guns for Texas                     | техасский рейнджер Риз Беннетт                     |
| 1968      | с   | Тарзан                                               | Tarzan                                   | Алекс Спенс                                        |
| 1969      | ф   | Отчаянные                                            | The Desperados                           | маршал Килпатрик                                   |
| 1970      | ф   | Тора! Тора! Тора!                                    | Tora! Tora! Tora!                        | лейтенант Камински                                 |
| 1970      | тф  | После венца                                          | Hitched                                  | Банджо Рейлли                                      |
| 1971      | тф  | До последнего гвоздя                                 | Lock, Stock and Barrel                   | сержант Марки                                      |
| 1971      | тф  | Брак: Первый год                                     | Marriage: Year One                       | Голонкас                                           |
| 1971      | с   | Семья Смит                                           | The Smith Family                         |                                                    |
| 1971      | с   | Плюшевые медведи из Чикаго                           | The Chicago Teddy Bears                  |                                                    |
| 1971—1972 | с   | Под именами Смит и Джонс (2 эпизода)                 | Alias Smith and Jones                    | Сэм Бекон/Чак Горман                               |
| 1972      | тф  | Приключения Ника Картера                             | Adventures of Nick Carter                | капитан Дэн Келлер                                 |
| 1972      | тф  | Деньги на двоих                                      | Two for the Money                        | шериф Харли                                        |
| 1972      | тф  | Некуда бежать                                        | No Place to Run                          | Римус                                              |
| 1972      | с   | Лонгстрит                                            | Longstreet                               | Пит Лабринн                                        |
| 1972      | с   | Доктор Маркус Уэлби                                  | Marcus Welby, M.D.                       | Кенни Карпентер                                    |
| 1972—1975 | с   | Макклауд (3 эпизода)                                 | McCloud                                  | Бёрл Коннорс/детектив, лейтенант Мэкки/Фред Шултке |
| 1973      | ф   | Жестяная звезда                                      | Cahill U.S. Marshal                      | Лайтфут                                            |
| 1973      | ф   | Бездельник                                           | Scalawag                                 | Бримстоун/Мэдхук                                   |
| 1973      | ф   | Безумный бомбометатель                               | The Mad Bomber                           | Джордж Фромли                                      |
| 1973      | ф   | Смертельные преследователи                           | The Deadly Trackers                      | Чу Чу                                              |
| 1973      | ф   | Это угон                                             | This Is a Hijack                         | Доминик                                            |
| 1973      | с   | Чародей                                              | The Magician                             | шериф Платт                                        |
| 1974      | тф  | Бульдозер-убийца                                     | Killdozer                                | Чаб Фостер                                         |
| 1975      | ф   | Телепат-убийца                                       | Psychic Killer                           | Лемоновски                                         |
| 1975      | тф  | Смертельные прятки                                   | Death Stalk                              | Кэл Шеферд                                         |
| 1975      | с   | Варварский берег                                     | Barbary Coast                            | Флорри Роскоу                                      |
| 1975      | с   | Мобильная группа Один                                | Mobile One                               |                                                    |
| 1975      | с   | Женщина-полицейский                                  | Police Woman                             | Брискоу                                            |
| 1975      | с   | Коджак                                               | Kojak                                    | Сонни Саут                                         |
| 1975      | с   | Полицейская история                                  | Police Story                             | Норман Шолер                                       |
| 1976      | ф   | Съеденные заживо                                     | Eaten Alive                              | Джадд                                              |
| 1976      | тф  | В поисках приключений                                | The Quest                                | Ши                                                 |
| 1976      | с   | Капитаны и короли                                    | Captains and the Kings                   | О’Херлихи                                          |
| 1976      | с   | Швейцарская семья Робинсонов                         | Swiss Family Robinson                    | Гамби                                              |
| 1977      | тф  | Пожар!                                               | Fire!                                    | Ларри Дюрант                                       |
| 1977      | тф  | Отважные капитаны                                    | Captains Courageous                      | Маленький Пенн                                     |
| 1977      | с   | Баретта                                              | Baretta                                  | Шоппинг Бэг                                        |
| 1977      | с   | Человек из Атлантиды                                 | Man from Atlantis                        | Стрингер                                           |
| 1978      | ф   | Крутые гонщики                                       | Hi-Riders                                | Ред                                                |
| 1979      | ф   | Пять дней от дома                                    | Five Days from Home                      | инспектор Маркли                                   |
| 1979      | ф   | Семеро с небес                                       | Angels' Brigade                          | Миллер                                             |
| 1979      | с   | Медэксперт Куинси                                    | Quincy M.E.                              | офицер Томми Бейтс                                 |
| 1979      | с   | Искатели                                             | The Seekers                              | капитан Айзек Дрю                                  |
| 1980      | ф   | Девятая конфигурация                                 | The Ninth Configuration                  | майор Марвин Гропер                                |
| 1980      | ф   | Без предупреждения                                   | Without Warning                          | Лео                                                |
| 1980      | с   | Остров фантазий                                      | Fantasy Island                           | Лукус                                              |
| 1982      | ф   | Возвращение                                          | The Return                               | Уолт                                               |
| 1982      | с   | Родительская ассоциация Харпер-Вэлли                 | Harper Valley P.T.A.                     | Джона                                              |
| 1985      | ф   | Зло в ночи                                           | Evils of the Night                       | Курт                                               |